# José Gutiérrez de la Concha
 (novembre 2022).
Si vous disposez d'ouvrages ou d'articles de référence ou si vous connaissez des sites web de qualité traitant du thème abordé ici, merci de compléter l'article en donnant les références utiles à sa vérifiabilité et en les liant à la section « Notes et références ».
Pour les articles homonymes, voir Gutiérrez et Gutiérrez de la Concha.
José Gutiérrez de la Concha, né le 4 juin 1809 à Córdoba (Argentine) et mort le 5 novembre 1895 à Madrid, est un militaire et homme d'État espagnol, marquis de La Havane, vicomte de Cuba, Grand d'Espagne de première classe, capitaine général d'artillerie, gouverneur supérieur et capitaine général de Cuba au cours des périodes  1850-1852, 1854-1859 et 1874-1875.

## Biographie
Il naît à Córdoba de Tucumán, en Argentine, alors possession espagnole. À la suite de l'exécution de son père Juan Antonio Gutierrez de la Concha par les indépendantistes argentins sa mère s'installe en Espagne en 1814, accompagné de José et de son frère Manuel, marquis du Duero.

### Carrière politique
Il commence sa carrière politique comme député aux Cortes pour le district de Logroño en 1845, puis devient vice-président du Congrès des députés en 1847. Il est ministre de L'Outre-Mer et de la Marine en 1864 puis ministre de la Guerre en 1865 ; il sera le dernier président du Conseil des ministres du Règne d'Isabelle II, ainsi que ministre de la Guerre et ministre intérim de la Marine dans les moments qui précèdent la Révolution de septembre 1868, raison pour laquelle il est exilé au cours du Sexenio Revolucionario.
Après le pronunciamiento du général Pavía, il réintègre la vie politique ;il est nommé sénateur à vie en 1877. Il termine sa carrière politique dans les rangs du Parti libéral fusionniste, étant président du Sénat à deux occasions (entre 1881 et 1883, puis en 1886).

### Carrière militaire
En tant que militaire, il est formé à l'académie d'artillerie puis prend part à la première guerre carliste. En 1841, l'exécution par Espartero de son ami et compagnon d'armes Diego de León l'amène à se retirer. Il ne réintègre l'armée qu'en 1845, lorsque Espartero prend l'exil. Lors de la décennie modérée (1844-1854), il passe du grade de brigadier à celui de lieutenant général, occupant diverses charges militaires, comme celui de capitaine général des provinces basques (1845), commandant général des troupes destinées à étouffer la rébellion de Galice en 1846 puis directeur général de chevalerie (1847 et 1853).

#### Capitaine général de Cuba
Il occupe à plusieurs reprises la charge de capitaine général de Cuba, dans laquelle il se trouvera parfois confronté à d'importantes difficultés.
Lors de son premier mandat (1850-1852), il doit faire face à la corruption et à l'émergence du courant indépendantiste mené par Narciso López.
Il est nommé pour la deuxième fois à ce poste (1854-1859) par le gouvernement du bienio liberal ; il l'occupera jusqu'en 1859. En 1857 le titre de marquis de La Havane lui est concédé. Il doit affronter des problèmes économiques, sociaux et politiques qu'il a grand mal à apaiser, suscitant parfois une grande impopularité à son égard.
Lors de son troisième mandat (1874-1875) il se trouve confronté au début de la guerre des Dix Ans (1868-1878). À la suite de son échec il est remplacé par Blas Villate (en), nommé à la tête du gouvernement de l'île par le gouverneur provisoire Buenaventura Carbó (es).